# Агіриське міське поселення
Агіри́ське міське поселення (рос. Агиришское городское поселение) — міське поселення у складі Совєтського району Ханти-Мансійського автономного округу Тюменської області Росії.
Адміністративний центр та єдиний населений пункт — селище міського типу Агіриш.
Населення міського поселення становить 2296 осіб (2017; 2856 у 2010, 2831 у 2002).